# Михневич, Пётр Герасимович
Пётр Михневич (укр. Петро Герасимович Міхневич) (1901—1993) — советский и украинский актёр театра и кино. Заслуженный артист УССР (1946). Народный артист УССР (1957).

## Биография
Родился 22 октября 1901 года в Бердичеве. В 1925 году окончил Киевский музыкально-драматический институт им. М. Лысенко.
В 1926—1931 гг. работает в Киевском украинском драматическом театре имени Франко. В 1931—1937 гг. — в труппе Харьковского театра Революции.
В 1940 году Пётр Михневич вместе с его женой переезжают в Черновцы. В Черновицком театре имени О. Кобылянской супруги служили до своих последних дней.
30 июня 1951 года награждён орденом «Знак Почёта».
В 1954 году состоялся кинодебют в фильме «Земля» по произведению О. Кобылянской. В том же году снялся в фильме «Над Черемошем».
24 ноября 1960 года награждён орденом Трудового Красного Знамени.
30 сентября 1987 года Михневичу П. Г. присвоено звание почётного гражданина города Черновцы.
Умер 15 июля 1993 года в Черновцах, похоронен на Русском кладбище города.

## Фильмография
- 1954 — Земля — Онуфрий
- 1954 — Над Черемошем — эпизод
- 1956 — Триста лет тому… — епископ
- 1956 — Когда поют соловьи — Ферапонт
- 1956 — Кони не виноваты — Ферапонт
- 1956 — Кровавый рассвет — Семен Мажуга
- 1957 — Далёкое и близкое — дед Никита
- 1958 — Гроза над полями — кулак
- 1958 — Киевлянка — Ганжа
- 1959 — Иванна — епископ
- 1959 — Олекса Довбуш — эпизод
- 1961 — Гулящая — Петро Лукич Загнибеда
- 1963 — Наймичка — сват
- 1963 — Строгая игра — отец Задорожного
- 1968 — Ошибка Оноре де Бальзака — эпизод
- 1981 — Такая поздняя, такая тёплая осень — Михайло-Майкл Руснак в старости